# Victor Grignard
François Auguste Victor Grignard (Cherbourg, 1871. május 6. – Lyon, 1935. december 13.) francia vegyész. 1912-ben Paul Sabatier-val megosztva kémiai Nobel-díjban részesült, mert felfedezte a szerves kémiai szintézisekben használt Grignard-reagenst.

## Tanulmányai
Victor Grignard 1871. május 6-án született Cherbourg-ban, egy hajóács, Théophile Henri Grignard fiaként. 1883 és 1887 között a helyi iskolákba járt, majd elnyert egy ösztöndíjat a clunyi École Normale Spécial-ba, ahová 1889-ben iratkozott be. Az iskola gimnáziumi tanárokat képzett, de néhány évvel később bezárták, mert a hagyományos és modern oktatás hívei nem tudtak megegyezni az alkalmazandó módszerekben. A diákokat különböző egyéb tanintézményekbe osztották szét, Grignard így került a Lyoni Egyetem természettudományi szakára. A matematikai államvizsgán azonban megbukott, így ezután 1892-93-ban elvégezte katonai szolgálatát, majd visszatért Lyonba és 1894-ben megszerezte matematikai diplomáját.

## Pályafutása
1894 decemberében asszisztensként munkát kapott a Lyoni Egyetemen, ahol Louis Bouveault munkatársa lett. Bouveault rábeszélte, hogy tanuljon kémiát. Rövidesen előléptették préparateur-ra, és Philippe Barbier mellé került, aki a fématomokat tartalmazó szerves anyagokkal dolgozott. Grignard-t 1898-ban kinevezték vezető asszisztenssé és még abban az évben megjelent első közös cikke Barbier-val. Munkájuk az elágazó szénláncú, telítetlen szénhidrogénekre irányult, de kutatták az etil-izopropilacetobutirát és a diizopropilbutén-dikarboxilsav sztereokémiai tulajdonságait is. Barbier tanácsára kezdett foglalkozni a magnéziumot tartalmazó szerves anyagokkal. Kidolgozott egy reagenst, melyben az alkilcsoporthoz magnézium és halogénatom kapcsolódott (ún. Grignard-reagens). Az anyagot ketonhoz vagy aldehidhez adva a reagens felbontotta annak oxigénatomhoz kapcsolódó kettős kötését és helyére bekapcsolta a reagens alkilcsoportját. A Grignard-reakció igen hasznosnak bizonyult a szerves vegyületek szintézisekor. 1935-ben, a tudós halálakor több mint 6 ezer cikk hivatkozott az általa feltalált reakcióra, de ő maga is felhasználta egzotikus alkoholok, ketoészterek, nitrilek, terpének tanulmányozásában és szintézisében és kidolgozott egy módszert a fulvének előállítására. 

A Grignard-reakció

Grignard 1901-ben megszerezte kémiai doktori fokozatát a Lyoni Egyetemen. 1905-től a Besançoni Egyetem alkalmazta előadóként (Maître de Conférences); a következő évben hasonló pozícióban visszatért Lyonba, ahol 1908-ban professzori kinevezést kapott. 1909-től a Nancyi Egyetemen oktatott szerves kémiát. 1912-ben megjelent kétkötetes műve a szerves kémiai katalízisről ('1Le Catalyse en Chimie Organique). Ugyanebben az évben Paul Sabatier-val megosztva kémiai Nobel-díjban részesült.
Az első világháború kitörésekor korábbi rangjában, tiszthelyettesként behívták a hadseregbe, de hamarosan visszatérhetett Nancyba, ahol a benzol hőbomlását kutatta, majd Párizsban a harci gázok (foszgén, mustárgáz) katonai felhasználhatóságát vizsgálta. 1917-18-ban a Tardieu-bizottság tagjaként az Egyesült Államokba látogatott.
A háború után visszatért Nancyba, de 1919-ban elnyerte a Lyoni Egyetem általános kémiai professzori katedráját. Ezt a pozíciót 1935-ös haláláig megtartotta. Megkezdte nagy művének, a Traité de Chimie Organique-nek (Szerves kémia) megírását, de haláláig csak két kötettel készült el, a könyvet munkatársai fejezték be. 1921 és 1935 között ő töltötte be a Lyoni Ipari Kémiai Főiskola igazgatói tisztét, 1929-től pedig ellátta az egyetem természettudományi fakultásának dékáni teendőit.

## Elismerései
- 1902 és 1902 – Cahours-díj
- 1902 – Berthelot-érem
- 1905 – Jecker-díj
- 1912 – Kémiai Nobel-díj

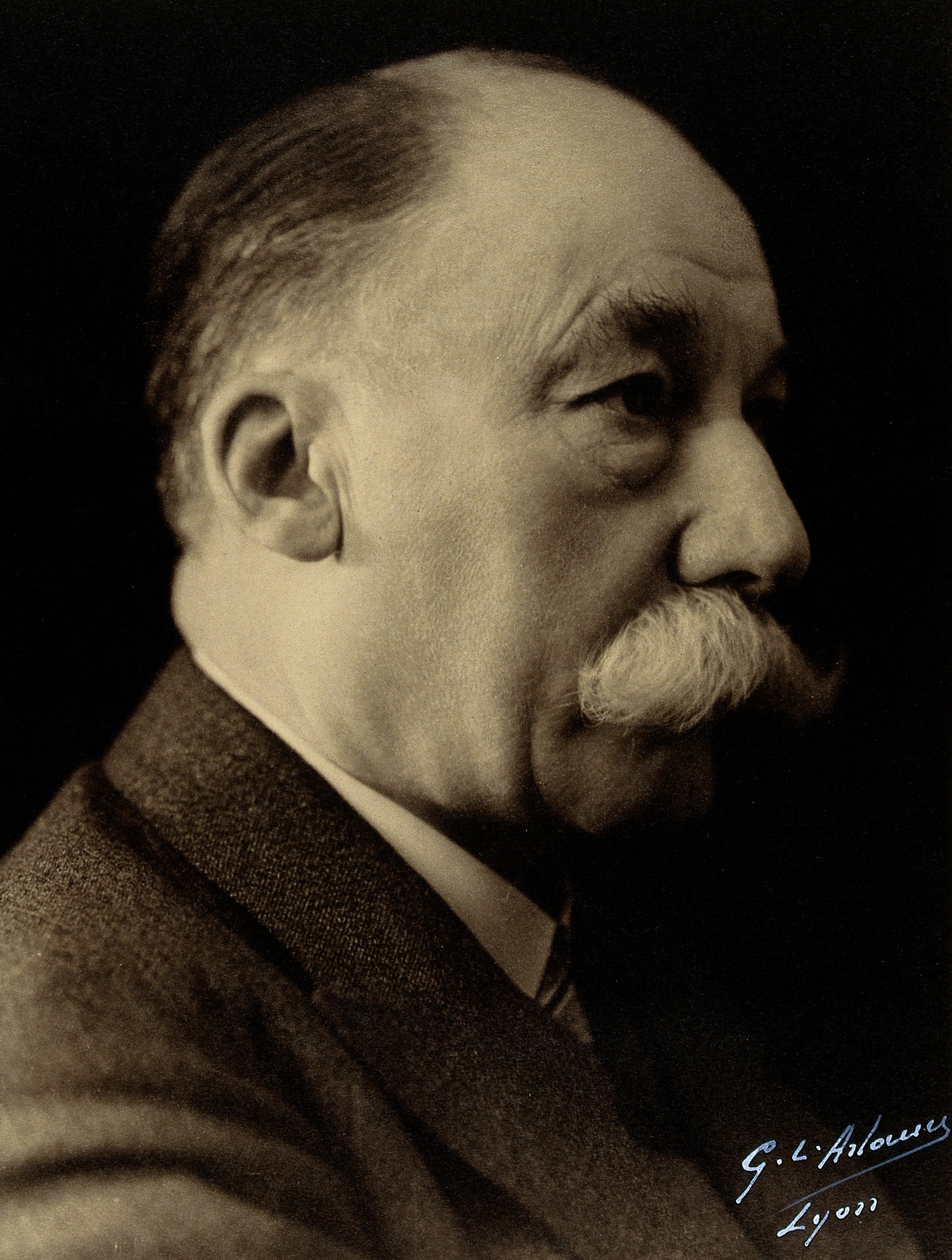
Victor Grignard idős korában

- 1912 – A Francia Kémiai Társaság Lavoisier-érme
- 1912 – a Francia Becsületrend lovagi fokozata. Később megkapta a tiszti (1920) és parancsnoki (1933) fokozatot is.

Brüsszel és Leuven egyetemei díszdoktorrá nevezték ki, tiszteletbeli tagja volt a londoni Kémiai Társaságnak és levelező tagja a Svéd Királyi Tudományos Akadémiának.

## Családja
Grignard 1910-ben vette feleségül Augustine Marie Boulant-t, akitől egy fia és egy lánya született. Fia, Roger Grignard 1911-ben született és maga is kémikus lett.
Victor Grignard 1935. december 13-án halt meg Lyonban, 64 éves korában.